# Cholet
Cholet è un comune francese di 53 936 abitanti situato nel dipartimento del Maine e Loira nella regione dei Paesi della Loira.
Il 1º settembre 1973, Cholet si è fuso con il vicino comune di Puy-Saint-Bonnet, che apparteneva al dipartimento delle Deux-Sèvres. In quest'occasione furono modificati i confini dipartimentali. Le Puy-Saint-Bonnet ha conservato lo status di comune associato e nel 1999 contava 760 abitanti.

## Storia

### Simboli
Lo stemma comunale riprende quello della famiglia de Broon, antichi signori del luogo.

## Società

### Evoluzione demografica
Abitanti censiti

## Amministrazione

### Gemellaggi
- Oldenburg, dal 1985
- Dénia, dal 1996
- Solihull, dal 1999
- Dorohoi, dal 2000